# Cheldon
Cheldon – wieś w Anglii, w Devon, w dystrykcie North Devon. W 1961 roku civil parish liczyła 32 mieszkańców. Cheldon jest wspomniana w Domesday Book (1086) jako Cadel/Cheledone/Cha(d)eledona.